# Le Plessis-Bouchard
Le Plessis-Bouchard és un municipi francès, situat al departament de Val-d'Oise i a la regió d'Illa de França. L'any 2007 tenia 7.623 habitants.
Forma part del cantó de Domont, del districte d'Argenteuil i de la Comunitat d'aglomeració Val Parisis.

## Demografia

### Població
El 2007 la població de fet de Le Plessis-Bouchard era de 7.623 persones. Hi havia 2.984 famílies, de les quals 764 eren unipersonals (249 homes vivint sols i 515 dones vivint soles), 824 parelles sense fills, 1.145 parelles amb fills i 251 famílies monoparentals amb fills.
La població ha evolucionat segons el següent gràfic:
Habitants censats

### Habitatges
El 2007 hi havia 3.138 habitatges, 3.028 eren l'habitatge principal de la família, 19 eren segones residències i 91 estaven desocupats. 1.708 eren cases i 1.419 eren apartaments. Dels 3.028 habitatges principals, 2.474 estaven ocupats pels seus propietaris, 505 estaven llogats i ocupats pels llogaters i 49 estaven cedits a títol gratuït; 105 tenien una cambra, 218 en tenien dues, 775 en tenien tres, 896 en tenien quatre i 1.034 en tenien cinc o més. 2.544 habitatges disposaven pel capbaix d'una plaça de pàrquing. A 1.527 habitatges hi havia un automòbil i a 1.180 n'hi havia dos o més.

### Piràmide de població
La piràmide de població per edats i sexe el 2009 era:
| Homes | Edats   | Dones |
| ----- | ------- | ----- |
| 0     | 95 o +  | 16    |
| 12    | 90 a 94 | 32    |
| 16    | 85 a 89 | 72    |
| 36    | 80 a 84 | 48    |
| 68    | 75 a 79 | 124   |
| 120   | 70 a 74 | 116   |
| 148   | 65 a 69 | 188   |
| 136   | 60 a 64 | 180   |
| 192   | 55 a 59 | 212   |
| 324   | 50 a 54 | 320   |
| 248   | 45 a 49 | 276   |
| 236   | 40 a 44 | 244   |
| 332   | 35 a 39 | 304   |
| 228   | 30 a 34 | 268   |
| 236   | 25 a 29 | 212   |
| 192   | 20 a 24 | 228   |
| 196   | 15 a 19 | 248   |
| 232   | 10 a 14 | 236   |
| 200   | 5 a 9   | 232   |
| 152   | 0 a 4   | 180   |

## Economia
El 2007 la població en edat de treballar era de 5.033 persones, 3.919 eren actives i 1.114 eren inactives. De les 3.919 persones actives 3.675 estaven ocupades (1.846 homes i 1.829 dones) i 243 estaven aturades (117 homes i 126 dones). De les 1.114 persones inactives 373 estaven jubilades, 510 estaven estudiant i 231 estaven classificades com a «altres inactius».

### Ingressos
El 2009 a Le Plessis-Bouchard hi havia 2.985 unitats fiscals que integraven 7.588,5 persones, la mediana anual d'ingressos fiscals per persona era de 26.240 €.

### Activitats econòmiques
Dels 313 establiments que hi havia el 2007, 3 eren d'empreses extractives, 2 d'empreses alimentàries, 4 d'empreses de fabricació de material elèctric, 13 d'empreses de fabricació d'altres productes industrials, 47 d'empreses de construcció, 70 d'empreses de comerç i reparació d'automòbils, 15 d'empreses de transport, 11 d'empreses d'hostatgeria i restauració, 8 d'empreses d'informació i comunicació, 14 d'empreses financeres, 10 d'empreses immobiliàries, 56 d'empreses de serveis, 32 d'entitats de l'administració pública i 28 d'empreses classificades com a «altres activitats de serveis».
Dels 78 establiments de servei als particulars que hi havia el 2009, 1 era una oficina de correu, 3 oficines bancàries, 1 funerària, 8 tallers de reparació d'automòbils i de material agrícola, 1 autoescola, 7 paletes, 8 guixaires pintors, 8 fusteries, 4 lampisteries, 7 electricistes, 5 empreses de construcció, 5 perruqueries, 1 veterinari, 8 restaurants, 4 agències immobiliàries, 2 tintoreries i 5 salons de bellesa.
Dels 14 establiments comercials que hi havia el 2009, 2 eren botiges de menys de 120 m², 2 fleques, 2 llibreries, 1 una llibreria, 1 una sabateria, 1 una botiga de mobles, 1 una botiga de material de revestiment de parets i terra i 4 floristeries.
L'any 2000 a Le Plessis-Bouchard hi havia 4 explotacions agrícoles.

## Equipaments sanitaris i escolars
Els 4 equipaments sanitaris que hi havia el 2009 eren farmàcies.
El 2009 hi havia 2 escoles maternals i 2 escoles elementals. Le Plessis-Bouchard disposava d'un col·legi d'educació secundària amb 388 alumnes.

## Poblacions més properes
El següent diagrama mostra les poblacions més properes.